# Кабрерісос
Кабрерісос (ісп. Cabrerizos) — муніципалітет в Іспанії, у складі автономної спільноти Кастилія-і-Леон, у провінції Саламанка. Населення — 3918 осіб (2010).
Муніципалітет розташований на відстані близько 170 км на захід від Мадрида, 4 км на схід від Саламанки.
На території муніципалітету розташовані такі населені пункти: (дані про населення за 2010 рік)
- Альдеуела-де-лос-Гусманес: 116 осіб
- Ареналь-дель-Анхель: 47 осіб
- Кабрерісос: 3582 особи
- Касабланка: 7 осіб
- Ла-Флеча: 0 осіб
- Ла-Гарсеса: 0 осіб
- Ла-Гранха: 33 особи
- Віверо-Форесталь: 0 осіб
- Лас-Дунас: 133 особи

## Демографія
Динаміка населення (INE ):